# Молодший Михайло Парфентійович
Миха́йло Парфе́нтійович Моло́дший (12 жовтня 1923, Березна — 25 січня 2019, Березна) — український педагог, художник, народний майстер декоративно-прикладного мистецтва. Учасник Другої світової війни. Почесний громадянин Менського району (2018).

## Біографія
Народився 12 жовтня 1923 року в селищі Березна. Його батько, який скептично ставився до радянської влади, відмовився вступати до колгоспу, що вплинуло на світогляд молодого Михайла. У 1933 році родину розкуркулили, забравши майно та будинок. До війни закінчив 9 класів.
7 листопада 1943 року був призваний на фронт. Воював на Білоруському фронті, був зв'язківцем. У грудні 1943 року був двічі поранений, а загалом за час війни отримав три поранення. Брав участь у бойових діях до закінчення війни. Нагороджений медаллю «За взяття Берліна» та ювілейними медалями. Додому повернувся 16 січня 1946 року.
Після війни закінчив курси землевпорядників і працював у Ріпках, де складав топографічні карти. У Ріпкинському районі познайомився зі своєю майбутньою дружиною, вчителькою Галиною, з якою згодом одружився.

## Педагогічна та творча діяльність
Прагнення до творчості спонукало Михайла Молодшого змінити професію. Він почав працювати вчителем трудового навчання в Ріпкинській школі. У 1961 році разом із родиною повернувся до Березної, де викладав трудове навчання спочатку в школі-інтернаті, а потім у середній школі.
Михайло Парфентійович займався малюванням, художнім ліпленням та столярною справою. Він створив галерею портретів воїнів-визволителів Менщини для шкільного музею, вів гурток художнього випалювання по дереву, а також малював ікони для іконостасів Домницької та Гусавської церков.
Найбільшу популярність йому принесло захоплення інкрустацією соломкою. За свої роботи він отримав звання народного майстра декоративно-прикладного мистецтва. Його вироби, зокрема шкатулки, експонувалися на численних виставках у Києві, Чернігові, Москві, Ленінграді, а також за кордоном.

## Визнання
20 вересня 2018 року рішенням Менської районної ради Михайлу Молодшому було присвоєно звання «Почесний громадянин Менського району».
Помер 25 січня 2019 року.